# Gettingtough – The Race

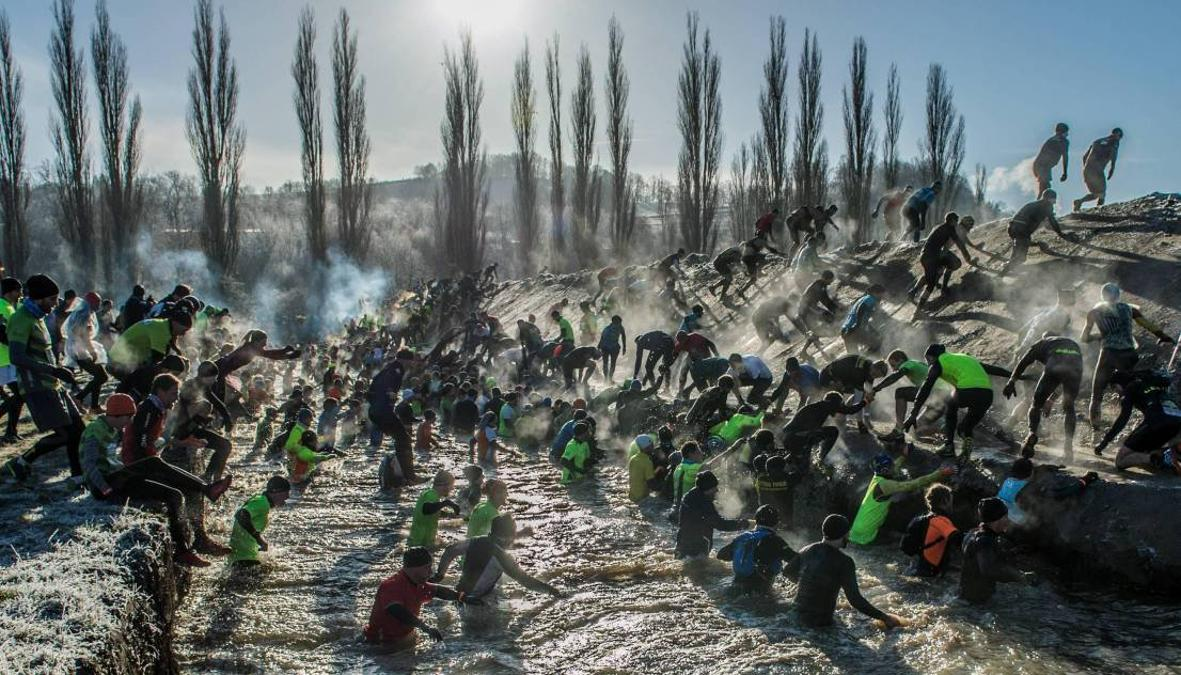
Eiskalter Wassergraben bei Getting Tough

Gettingtough – The Race (Eigenschreibweise GETTINGTOUGH – The Race) ist ein seit 2012 jährlich am ersten Samstag im Dezember in Rudolstadt stattfindender Extrem-Hindernislauf.

## Beschreibung
Bei dem Rennen müssen 24 Kilometer Trailstrecke mit über 1000 Höhenmetern, sowie 150 Hindernissen (darunter Schlammrobben, Eskaladierwände, Monkey Bars) überwunden werden. Die letzten 100 Hindernisse sind auf den letzten 3 Kilometern im sog. „Killingfield“ angeordnet. Diese müssen die Läufer bezwingen, um über den „Walk of fame“ den Zielbereich zu erreichen. Das Rennen wird erschwert durch zahlreiche Wasserhindernisse (u. a. Tauchen unter Baumstämmen im Freibad, minutenlanges Waten im Wasser, Durchqueren der Saale), verbunden mit in der Regel eisigen Temperaturen im Dezember. Er wurde verschiedentlich als „der härteste Hindernislauf Europas“ bezeichnet.
Beim ersten Lauf 2011 starteten 600 Läufer. 2016 gab es einen Massenstart mit über 3000 Läufern. Davon mussten über 1/3 im Lauf des Rennens aufgeben. Jeder Teilnehmer, der das Rennen beendet, wird von den Organisatoren Michael Kalinowski und Markus Ertelt persönlich im Ziel begrüßt. Nach dem Rennen Abends findet eine Afterraceparty statt.
Die Top-10-Platzierung qualifiziert für die OCR European Championships.
2015 wurde der Lauf als „Bester Hindernislauf 2015“ zum Gesamtsieger bei den Trophy Runners Awards gewählt.
2016 wurde der Lauf um die Veranstaltung „Sprint @ Night“ erweitert, bei dem als Kurzstrecke das „Killingfield“ nachts gelaufen wird. Seit 2017 findet mit „Beat the summer“ ein zusätzlicher Sommerlauf in Mellrichstadt bzw. seit 2019 in Würzburg und Ingolstadt statt. 2020 fand erstmals ein zusätzlicher Sommerlauf in Oberhof statt.

## Bekannte Teilnehmer
Sieger;
- 2012: Manuel Stöckert
- 2012/2016: Friederike Feil
- 2013/2018/2022: Charles Franzke (2. Platz 2015/3. Platz 2019)
- 2014/2015/2016/2017/2019: Hagen Brosius (2. Platz 2018)
- 2015/2016/2017: Susanne Kraus
- 2018/2019: Laura Brosius (3. Platz 2015)

Sonstige;
- Knut Höhler (3. Platz 2012)

## Kinofilm
Traditionell wird jedes Jahr einige Monate nach der Veranstaltung in einem Kino in Rudolstadt unter dem Titel: Getting Tough - THE RACE MOVIE ein Film mit den spektakulärsten Momenten des Rennens gezeigt.